# Triadisches System
Das triadische System der deutschen Psychiatrietradition ist ein nach Ursachen klassifizierendes System psychiatrischer Erkrankungen. Die erste Beschreibung geht auf Emil Kraepelin (1856–1926) zurück; Weiterentwicklungen sind mit den Namen Ernst Kretschmer (1888–1964) und Karl Jaspers (1883–1969) verknüpft.

## Aufbau
Man teilte die psychischen oder psychiatrischen Erkrankungen nach ihrer Ursache in drei Gruppen ein:
- Organische, durch fassbare körperliche Veränderungen (wie etwa einen Hirntumor) ausgelöste psychische Erkrankungen (körperlich begründbare Psychosen, auch organische Psychosyndrome). Beispiele dafür sind Demenz oder Delir. Viel diskutiert wurde die Auslösung schizophrenie-ähnlicher Symptomatik durch die Neurolues.[1]

- Endogene psychische Erkrankungen, die vermutlich durch körperliche Veränderungen begründet sind, welche man jedoch noch nicht genau angeben kann (erbliche und „noch nicht körperlich begründbare“ Psychosen). Beispiele dafür sind Schizophrenie und manisch-depressive Psychosen (bipolare affektive Störung).

- Die dritte Gruppe enthält die vermutlich psychisch ausgelösten Erkrankungen, zum Beispiel Persönlichkeitsstörungen, Neurosen, Belastungsreaktionen und Anpassungsstörungen. Kraepelin nannte dies abnorme Variationen seelischen Wesens.

## Weitere Entwicklung
Seit den frühen 1980er Jahren wurden die Versuche, psychiatrische Krankheiten nach ihren Ursachen (ätiologisch) zu klassifizieren, zunehmend aufgegeben, was natürlich nichts an der Gültigkeit nachweislich naturwissenschaftlicher Prämissen ändert, vgl. → Klassische deutsche Psychiatrie. Insbesondere ist die früher umstrittene Frage der „Endogenität“ (d. h. ob das konkrete Symptombild reaktiv auf ein äußeres Ereignis erklärbar zurückgeht oder nicht) in der Praxis in den Hintergrund getreten, weil erfahrungsgemäß zwischen den Vertretern unterschiedlicher Entstehungstheorien nur selten Übereinstimmung darüber zu erzielen ist. Die modernen Klassifikationen versuchen, möglichst beschreibend zu sein und ohne Vorannahmen auszukommen, weil mit einer Orientierung am beobachteten Symptomenkomplex ohne Berücksichtigung von Vermutungen über Ursachen der Erkrankung eine höhere Reliabilität der Diagnosen erreicht wird. Dies erleichtert die wissenschaftliche Arbeit. Die verschiedenen nosologischen Theorien sind deshalb nicht verschwunden, spielen für die psychiatrische Klassifikation aber nur noch eine eher untergeordnete Rolle. Kritik an der rein beschreibenden Phänomenologie ohne den Versuch eines Verständnisses hat der britische Psychiater Ronald D. Laing geübt.
Während die ICD-9 (International Classification of Diseases, WHO) noch dem triadischen System folgte, richtet sich die aktuelle ICD-10 nach den Symptomen und dem Verlauf, ebenso wie das Diagnostic and Statistical Manual of Mental Disorders (DSM-5) der American Psychiatric Association (APA).

## Übersicht
Entwicklung der psychiatrischen Klassifikationssysteme:
- 1840: Volkszählung in den USA – „Schwachsinn/Wahnsinn“ als einzige Kategorie
- 1880: Volkszählung in den USA – 7 Kategorien (Manie, Melancholie, Monomanie, Parese, Demenz, Dipsomanie und Epilepsie)
- 1917: American Medico-Psychological Association – 22 Kategorien nach Kraepelin
- 1933: Standard Classified Nomenclature of Diseases  – 24 Kategorien mit 82 Untergruppen
- 1948: ICD-6 – Erstmals Kapitel über psychische Störungen mit 10 Psychosen, 9 Psychoneurosen, 7 Charakterstörungen
- 1952: DSM-I  – Einteilung nach Adolf Meyer (psychische Störungen sind Reaktionen auf psychische, soziale und biologische Faktoren)
- 1965: ICD-8 – Erweiterung um neue Krankheitsgruppen
- 1975: ICD-9  – Organische Psychosen, andere Psychosen, Neurosen, Persönlichkeitsstörungen und anderes
- 1980: DSM-III  – multiaxiale Klassifikation
- 1987: DSM-III-R – Einführung des Komorbiditätsprinzips
- 1992: ICD-10 – Klinisch-diagnostische Leitlinien
- 1994: ICD-10 – Forschungskriterien
- 1994: DSM-IV – 395 diagnostizierbare Störungen (entwickelt auf Basis empirischer Ergebnisse)